# Hu av Norra Wei
Änkekejsarinnan Hu (胡太后), formellt kejsarinnan Ling (靈皇后), personligt namn och födelseår okänt, död 17 maj 528, var en kinesisk kejsarinna, gift med kejsar Xuanwu av Norra Wei. Hon var regent i det kinesiska kejsardömet Norra Wei mellan 515 till 520, och mellan 525 och 528, som förmyndare för sin son, kejsar Xiaoming av Norra Wei, sin sondotter Yun av Norra Wei, och sin makes brorson kejsar Yuan Zhao. Hennes älskare hade stort inflytande under hennes regeringstid, som avbröts under fem år då hon överlät styrelsen på sin svåger Yuan Cha innan hon återtog den. Hon ansågs vara intelligent men slapphänt, och flera bondeuppror slogs ned under hennes regeringstid, som också präglades av ämbetskorruption. Hon lät mörda sin son sedan han försökt avsätta henne och avrätta hennes älskare, och blev därför själv, sedan hon placerat två minderåriga monarker på tronen, avsatt och avrättad genom att dränkas i Gula floden av general Erzhu Rong, som sedan placerade kejsar Xiaozhuang av Norra Wei på tronen.

## Biografi
Hus födelseår och ursprungliga, personliga namn är okänt. Hon var dotter till greve Hu Guozhen (胡國珍) av Wushi, och brorsdotter till en känd buddhistnunna som ofta predikade för kejsaren.
Hu av Norra Wei valdes ut att bli kejsarens konkubin med titeln Chonghua (充華). Hon fick inte titeln kejsarinna eftersom kejsaren redan hade en gemål med titeln kejsarinna, Gao. Hu var bildad inom den buddhistiska läran och beskrivs som bildad, intelligent, litterär och med förmågan att fatta snabba beslut. År 510 blev hon mor till kejsarens första överlevande son, Yuan Xu, som år 512 utnämndes till tronföljare. I Norra Wei var det sed att avrätta kronprinsens mor, men kejsaren avskaffade denna sed när han utnämnde hennes son till kronprins.

### Första regentskapet

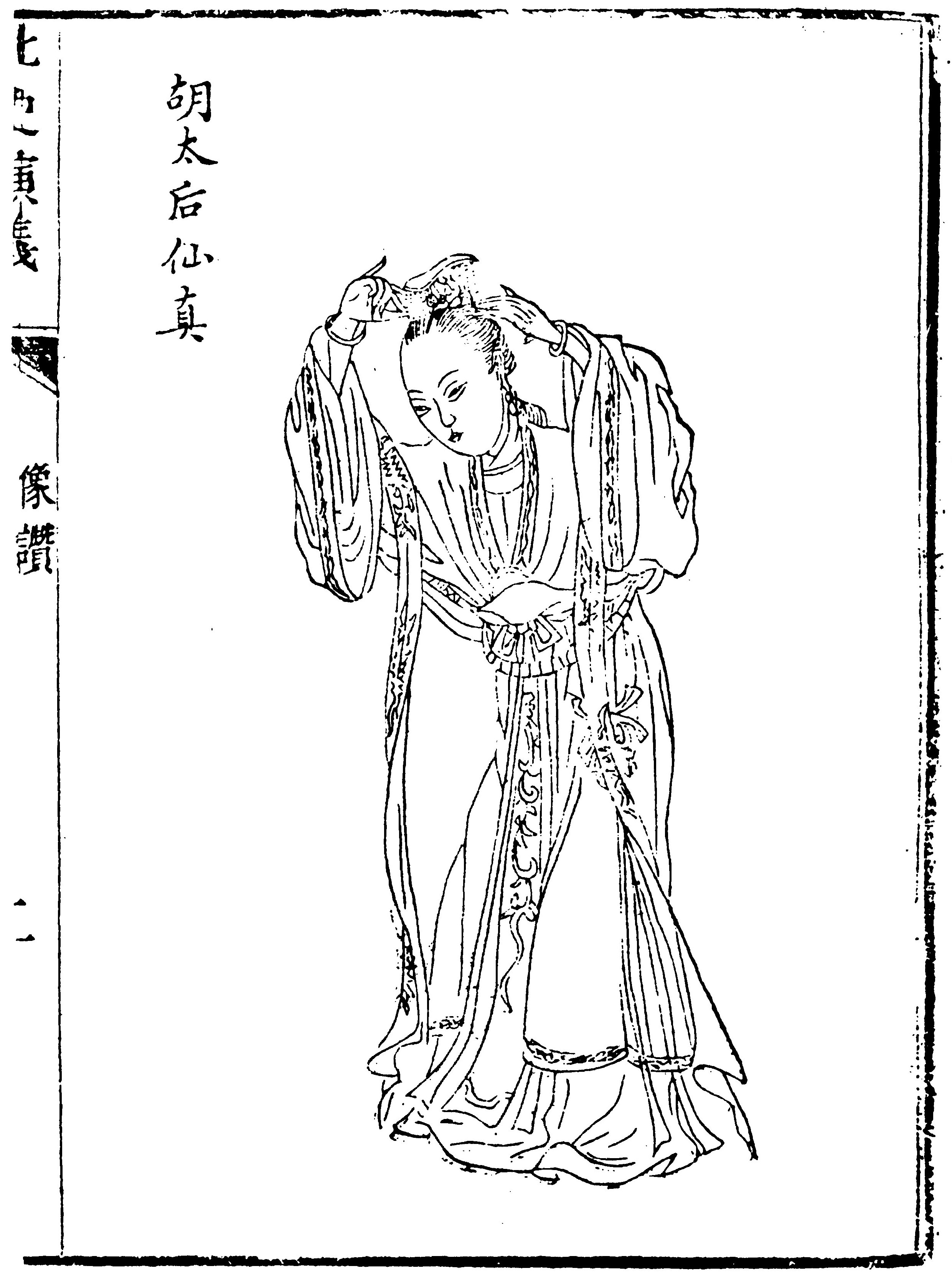
Änkekejsarinnan Hu

År 515 avled kejsar Xuanwu och hennes son efterträdde honom under namnet Xiaoming. Direkt efteråt utbröt en maktkamp. Enligt sed blev det den avlidne kejsarens kejsarinna, Gao, som fick titel och ställning som änkekejsarinna, inte den nye kejsarens mor. Gao försökte använda sin ställning för att avrätta Hu, som dock beskyddades av ämbetsmännen Yu Zhong och Cui Guang (崔光), general Hou Gang (侯剛) och eunucken Liu Teng (劉騰). Yu samt prinsarna Yuan Yong av Gaoyang och Yuan Cheng (元澄) av Rencheng tog sedan makten i en statskupp där Gaos farbror och stöd Gao Zhao mördades, varpå änkekejsarinnan gao tvingades i kloster och kejsarens mor Hu istället fick titeln kejsarinna och utnämndes till regent för sin femårige son under hans minderårighet. Hu utnämnde sedan sin far till hertig av Qin. 
Hu var erkänt intelligent och med snabb uppfattningsförmåga, men däremot var hon till karaktären slapphänt och tolerant mot korruption, som hon avstod från att ingripa mot och därmed tolererade. Ett exempel var prins Yuan Mi (元謐), som var guvernör i Qi-provinsen och som vintern 515 avsiktligt provocerade fram ett bondeuppror bara för att sedan kunna slå ned det; Hu avsatte honom visserligen som guvernör, men utnämnde honom sedan till minister för att han var gift med hennes brorsdotter. Hon var from buddhist, och tros ha påverkat sin son att också bli det. Hon lät uppföra en rad praktfulla buddhisttempel, bland annat ett åt sin far efter hans död 518; hon lät också befalla varje provins att uppföra ett torn åt Buddha. Hennes byggnadsprojekt och gåvor till ämbetsmän ansträngde statens kassa. 
År 519 utbröt upplopp i huvudstaden Luoyang sedan ämbetsmannen Zhang Zhongyu (張仲瑀) hade föreslagit att soldater skulle förbjudas att bli civila ämbetsmän. Soldater bröt sig in hos Zhang Zhongyus far Zhang Yi (張彝) och dödade fadern och skadade Zhang Zhongyu själv och hans bror Zhang Shijun (張始均).
Änkekejsarinnan lät arrestera upprorsmakarna, avrättade åtta, benådade resten och drog tillbaka lagförslaget.
Hu av Norra Wei inledde ett förhållande med sin förre svåger prins Yuan Yi (元懌) av Qinghe, som försökte ingripa mot korruptionen och regentens favoriter, svågern Yuan Cha och eunucken Liu Teng. Yuan Cha och Liu utförde 520 en kupp, placerade kejsarinnan i husarrest, avrättade Yuan Yi och utnämnde prins Yuan Yong till titulärregent med Yuan Cha som de facto regent. 

### Interregnum
Yuan Cha utnämnde sin far och sina bröder till höga poster och ägnade sig själv främst åt nöjesliv. Han saknade intresse för politik och lät den redan svåra korruptionen utvecklas obehindrat. Under hans regentskap växte det allmänna missnöjet och resulterade i en rad olika uppror. 520 utbröt ett uppror under ledning av prins Yuan Xi (元熙) av Zhongshan, som försökte återupprätta änkekejsarinnan till makten. 521 försökte general Xi Kangsheng (奚康生) göra detsamma. 523 utbröt det allvarliga Xianbei-upproret, som 525 ledde till att guvernör Yuan Faseng (元法僧) av Xu utropade sig till kejsare innan det besegrades. 
Hu själv befann sig under hela denna tid i husarrest under bevakning, men den förslappades efter hand då Yuan Cha slutade se henne som ett hot till den grad att han började diskutera politik med henne. Hon övertalade Yuan Cha att avstå från sitt befäl över den kejserliga vakten, och sommaren 525 lät hon iscensätta en statskupp och med stöd av sin son kejsaren och den nominella regenten Yuan Yong lät hon placera Yuan Cha i husarrest, avrätta hans anhängare och återuppta regentskapet. Av hänsyn till sin syster avstod hon initialt från att avrätta Yuan Cha, som var hennes svåger, men då den allmänna opinionen krävde hans död gick hon till slut med på hans avrättning. 

### Andra regentskapet
Under sin andra regeringsperiod tillät Hu sin älskare Zheng Yan stort inflytande över regeringsmakten; hon utnämnde prins Yuan Yong och prins Yuan Lüe (元略) av Dongping till höga poster men hennes regering dominerades av Zheng Yan och hans anhängare Xu Ge (徐紇). 
Staten var fortsatt instabil och upproren fortsatte att bryta ut. Xianyu Xiuli (鮮于修禮) och hans general Ge Rong (葛榮), Xiao Baoyin i Chang'an, Xing Gao (邢杲) i Beihai och Moqi Chounu (万俟醜奴) i Gaoping ledde alla betydande uppror mot regeringen. Vid denna tid lyckades inte längre regeringen effektivt slå ned upproren. Hovet vågade inte längre informera Hu om rebellernas framgångar, vilket ledde till att hon avvisade de generaler som bad om förstärkningar för att slå ned upproren, något som förvärrade situationen. Kejsar Xiaoming själv, som ännu inte var myndig men kommit i tonåren, förklarade att han själv tänkte delta i fältarbetet, men gjorde det aldrig. 
Hu lät gifta bort sin son med sin kusin Hu Sheng (胡盛):s dotter, men hennes son föredrog sin konkubin Gemål Pan, som 528 födde en dotter, vilket utlöste en politisk händelsekedja. Hu lät dölja barnets kön och förklara det som en sonson. Vid samma tidpunkt fyllde hennes son arton år och önskade bli förklarad som myndig och själv ta makten från sin mor, Zheng Yan och Xu Ge. Kejsaren sände sände ett meddelande till general Erzhu Rong i Bingprovinsen och gav honom order att marschera mot huvudstaden Luoyang för att tvinga hans mor att avsätta Zheng och Xu. Han sände dock ett nytt meddelande och ångrade sin order. Nyheterna läckte dock ut, och Zheng och Xu övertalade då Hu om att förgifta sin son kejsaren. Hu förgiftade sin son och utropade sedan sin sondotter Yun av Norra Wei, som hon påstod vara man, till kejsare med sig själv som regent. Efter bara några dagar medgav hon dock att barnbarnet var en flicka, avsatte sin sondotter och valde istället ut sin makes två år gamla brorson Yuan Zhao, son till prins Yuan Baohui (元寶暉) av Lintao, till kejsare; återigen med sig själv som förmyndarregent.

### Fall
General Erzhu Rong vägrade erkänna den nya kejsaren och anklagade med stöd av Yuan Tianmu (元天穆) offentligen Zheng och Xu för att ha förgiftat kejsar Xiaoming. Hu sände Erzhu Rongs kusin Erzhu Shilong till honom för att övertyga honom att ändra mening, men denna ställde sig istället på hans sida. Erzhu erbjöd istället tronen åt kejsar Xuanwus kusin prins Yuan Ziyou av Changle, som tackade ja. Erzhu Rong marscherade därefter mot huvudstaden. Prins Yuan Ziyou gjorde honom sällskap, och utropades av honom till kejsar Xiaozhuang. Prins Yuan Shao (元劭) av Pengcheng och hertig Yuan Zizheng (元子正) av Bacheng förenade sig med dem, och huvudstadens försvar kollapsade vid nyheten om den nya kejsarens ankomst. Zheng och Xu flydde, och generalerna Zheng Xianhu (鄭先護) och Fei Mu (費穆) underkastade sig Erzhu Rong. 
När nyheten om kuppen nådde Hu, gav hon order till sin sons änkor att gå i kloster; själv rakade hon av sig håret som nunna, men avgav inga nunnelöften. Erzhu Rong gav med framgång order till huvudstadens ämbetsinnehavare att välkomna den nya kejsaren till huvudstaden och sände ut soldater att gripa änkekejsarinnan och barnkejsaren Yuan Zhao och föra dem till hans läger. När de anlände, försökte Hu upprepade gånger förklara och försvara sina handlingar. Erzhu Rong tröttnade på att lyssna, gick från platsen och gav order om att änkekejsarinnan och barnkejsaren skulle kastas i Gula floden för att drunkna, vilket skedde. 
Hus drunknade kropp tillvaratogs av hennes syster Hu Xuanhui（胡玄辉), som tillfälligt begravde den i Shuanglingtemplet. År 533, fem år senare, begrovs Hu på order av kejsar Xiaowu med fullständiga hedersbetygelser som kejsarinna och fick det postuma namnet Kejsarinnan Ling.